# غيلبرت غرانت
جيلبرت هاريسون جرانت (ولد 1885 - 16توفي يوليو 1972) هة سياسي من مانيتوبا في كندا. خدم في الهيئة التشريعية لمانيتوبا من عام 1945 إلى عام 1949 باعتباره ليبراليًا تقدميًا.
وُلد جرانت في ميلتون، أونتاريو وتلقى تعليمه في جرانتون وحصل على شهادة في الصيدلة من كلية كندا العليا. انتقل إلى مانيتوبا وعمل مخازن للأدوية في براندون ثم بعد عام 1925 في سوريس. شغل جرانت منصب رئيس مجلس إدارة مستشفى سوريس وجلينوود. كان مديرًا ثم نائبًا لرئيس شركة واوانيسا للتأمين التعاوني. 
تم انتخاب جرانت لعضوية المجلس التشريعي في مانيتوبا في انتخابات المقاطعات عام 1945،  متغلبًا على مرشح اتحاد الكومنولث التعاوني بأكثر من ألف صوت في دائرة غلينوود. شغل منصب عضو مجلس النواب في الحكومة للسنوات الأربع التالية، حيث دعم وزارتي ستيوارت جارسون ودوغلاس كامبل. لم يرشح نفسه لإعادة انتخابه عام 1949.
توفي في سوريس عام 1972 ودفن في براندون. 